# 渚のキャッ火ラジオ
『渚のキャッ火ラジオ』（なぎさのキャッカラジオ）はTBSラジオで2024年2月2日から毎週金曜23:30-23:55に放送されている、ナ酒渚(元尼神インター)がパーソナリティを務めるラジオ番組。

## 概要
吉本興業所属の上方漫才コンビ・尼神インターの渚が「番組が面白くなってしまうから、あえてアシスタントはいりません」という奇妙な理由で「子供の時の様にキャッキャできる」「ラジオらしい企画」「ラジオらしくない企画」を盛り込んで、不定期でのゲストコーナーの回以外はあえて基本的に渚1人の大阪弁一色のトークを展開する。
尼神インターは2024年3月に解散したが当番組は継続。渚はその後、同年7月より芸名をナ酒渚に改名して活動しているが番組タイトルは変更していない。